# Il dolce suono
Il dolce suono (Le doux son) est l'incipit du récitatif d'un aria extrait de la scène 1 de l'acte III de Lucia di Lammermoor de Gaetano Donizetti. Elle est également connue sous le nom de « scène de la folie » chantée par le personnage principal, Lucia di Lammermoor (soprano). L'air (d'une quinzaine de minutes) se termine par Spargi d'amaro pianto.
Lucia sombre dans la folie, et le soir de sa nuit de noces, alors que les festivités se déroulent toujours dans la Grande Salle, elle poignarde son nouveau mari, Arturo, dans la chambre nuptiale. Ébouriffée, ignorant ce qu'elle vient de faire, elle erre dans la Grande Salle, se remémorant ses rencontres avec Edgardo et s'imaginant mariée avec lui.
Donizetti voulait que l'air soit accompagné du son étrange de l'harmonica de verre, bien que cet instrument soit souvent remplacé par une flûte lors des interprétations.

## Dans la culture populaire
Un arrangement de l'air a été présenté dans le film Le Cinquième Élément (The Fifth Element), chanté par le personnage de la cantatrice extraterrestre Diva Plavalaguna jouée par Inva Mula. Le contre-ténor pop russe Vitas enregistré une version raccourcie similaire sous le titre "Lucia Di Lammermoor". En chantant la pièce, Vitas a changé le nom "Edgardo" en "Esther" (d'où le texte « Esther! Io ti son reso! » ),.

## Livret
Il dolce suono mi colpì di sua voce!
Ah, quella voce m'è qui nel cor discesa!
Edgardo! io ti son resa. Edgardo! Ah! Edgardo, mio! Si', ti son resa!
fuggita io son da' tuoi nemici.
Un gelo me serpeggia nel sen!
trema ogni fibra!
vacilla il piè!
Presso la fonte meco t'assidi alquanto! Si', Presso la fonte meco t'assidi.
Ohimè, sorge il tremendo fantasma e ne separa!
Qui ricovriamo, Edgardo, a piè dell'ara.
Sparsa è di rose!

Un'armonia celeste, di', non ascolti?
Ah, l'inno suona di nozze!
Il rito per noi s'appresta! Oh, me felice!
Oh gioia che si sente, e non si dice!
Ardon gl'incensi!
Splendon le sacre faci, splendon intorno!
Ecco il ministro!
Porgimi la destra!
Oh lieto giorno!
Al fin son tua, al fin sei mio,
a me ti dona un Dio.
Ogni piacer più grato,
mi fia con te diviso
Del ciel clemente un riso
la vita a noi sarà.